# Iveta Mukuchyan
Iveta Mukuchyan (em arménio: Իվետա Մուկուչյան, Yerevan, República Socialista Soviética da Armênia, URSS (atual Arménia), 14 de outubro de 1986) é uma cantora arménia que representou o seu país, a Arménia, no Festival Eurovisão da Canção em 2016.